# Wieża ciśnień w Lidzbarku
Wieża ciśnień w Lidzbarku – wieża wodna znajdująca się w Lidzbarku przy ulicy Brzozowej, wybudowana w drugiej połowie XIX wieku. W 2005 została wpisana do Rejestru Zabytków.